# José Carlos de Matos Peixoto
José Carlos de Matos Peixoto (Iguatu, 12 de março de 1884 - Rio de Janeiro, 25 de janeiro de 1976), foi um advogado, professor, jurista, escritor e político brasileiro. Governou o Ceará entre 12 de julho de 1928 a 8 de outubro de 1930, ao ser deposto pelo governo provisório de Getúlio Vargas. Ocupou a cadeira n° 31 (cujo patrono era Farias Brito), da Academia Cearense de Letras, prestigiando a reorganização levada a efeito em 1930. Patrono da cadeira n° 33 da Academia Cearense de Ciências, Letras e Artes do Rio de Janeiro.

## Biografia
Nasceu em Iguatu, município da Região Centro-Sul do Estado do Ceará, aos 12 de março de 1884, e faleceu no Rio de Janeiro, aos 25 de janeiro de 1976. Filho de Miguel da Silva Peixoto e Isabel de Matos Peixoto. Neto, por parte de pai, de Manoel Carlos da Silva Peixoto, radicado no município do Crato, Ceará, e de Josefa Carlota da Silva. Casou-se, em primeiras núpcias, com Noeme Câmara Peixoto. E, em segundas núpcias, com Violeta Rodrigues de Matos Peixoto, filha do jornalista Tibúrcio Rodrigues e de Elvira Garcia. Sua ancestralidade revela ligações de parentesco com importantes famílias da região jaguaribana, como Saldanha e Távora, além de Icó (onde estudou), Crato e Sobral.
Ele conciliou a vida política com intensa dedicação ao mundo acadêmico. Foi secretário do Interior e Justiça do Estado do Ceará, no governo Moreira da Rocha, quando teve a oportunidade de aprovar a primeira lei do voto secreto obrigatório no Brasil (Lei n.2.367,de 31 de janeiro de 1926). Deputado federal em 1927. Apresentado como candidato de unidade e conciliação estadual à Presidência do Estado do Ceará (antigo nome dos atuais Governadores de Estado), José Carlos de Matos Peixoto foi eleito por unanimidade. 
Presidente (atual cargo de Governador) do Estado do Ceará, de 12 de julho de 1928 a 8 de outubro de 1930, tendo sido derrubado pela Revolução de 1930 e substituído por Manoel do Nascimento Fernandes Távora, irmão do tenente e líder rebelde Juarez Távora, na condição de interventor federal no Ceará, designado por Getúlio Vargas. José Carlos de Matos Peixoto manteve-se fiel até o último instante ao presidente da República Washington Luís, destituído pelas forças revolucionárias.
Após sua queda, tendo sofrido humilhações dos representantes do novo regime, exilou-se para o Rio de Janeiro, onde se dedicou à advocacia e ao magistério.
Foi reconhecido como um dos maiores romanistas de seu tempo, tendo sido professor catedrático de Direito Romano da Faculdade Nacional de Direito da Universidade do Brasil (atual Universidade Federal do Rio de Janeiro) e também da Faculdade de Direito de Niterói (atualmente integrante da Universidade Federal Fluminense).
Homem de convicções políticas conservadores, elegante no trajar e no falar, formou gerações de juristas, tendo sido fonte de inspiração para os jovens estudantes das universidades nas quais lecionou. Dentre seus alunos mais famosos estão o ministro aposentado do Supremo Tribunal Federal José Carlos Moreira Alves, professor catedrático de Direito Romano da Universidade de São Paulo (aposentado), o administrativista e procurador do Estado do Rio de Janeiro Diogo de Figueiredo Moreira Neto e o civilista Arnoldo Wald.     
É autor do clássico "Curso de Direito Romano", reeditado pela Editora Renovar, do Rio de Janeiro, além de outras obras monográficas.

## Obras
- Reforma da Constituição cearense (1924),
- Recurso extraordinário (1935),
- Curso de direito romano (1935),[6]
- Sentimento e intelectualização do direito, (1949),[7]
- Progresso legislativo pátrio (1953),